# مایلز کاهن
مایلز کاهن (انگلیسی: Miles Cahn; ۱۸ آوریل ۱۹۲۱ – ۱۰ فوریهٔ ۲۰۱۷) نظامی، نویسنده، کارآفرین و اهالی کسب‌وکار اهل ایالات متحده آمریکا بود، که در سال ۱۹۴۱ شرکت کوچ اینکورپوریتد را تأسیس کرد.